# Bajnok István (politikus)

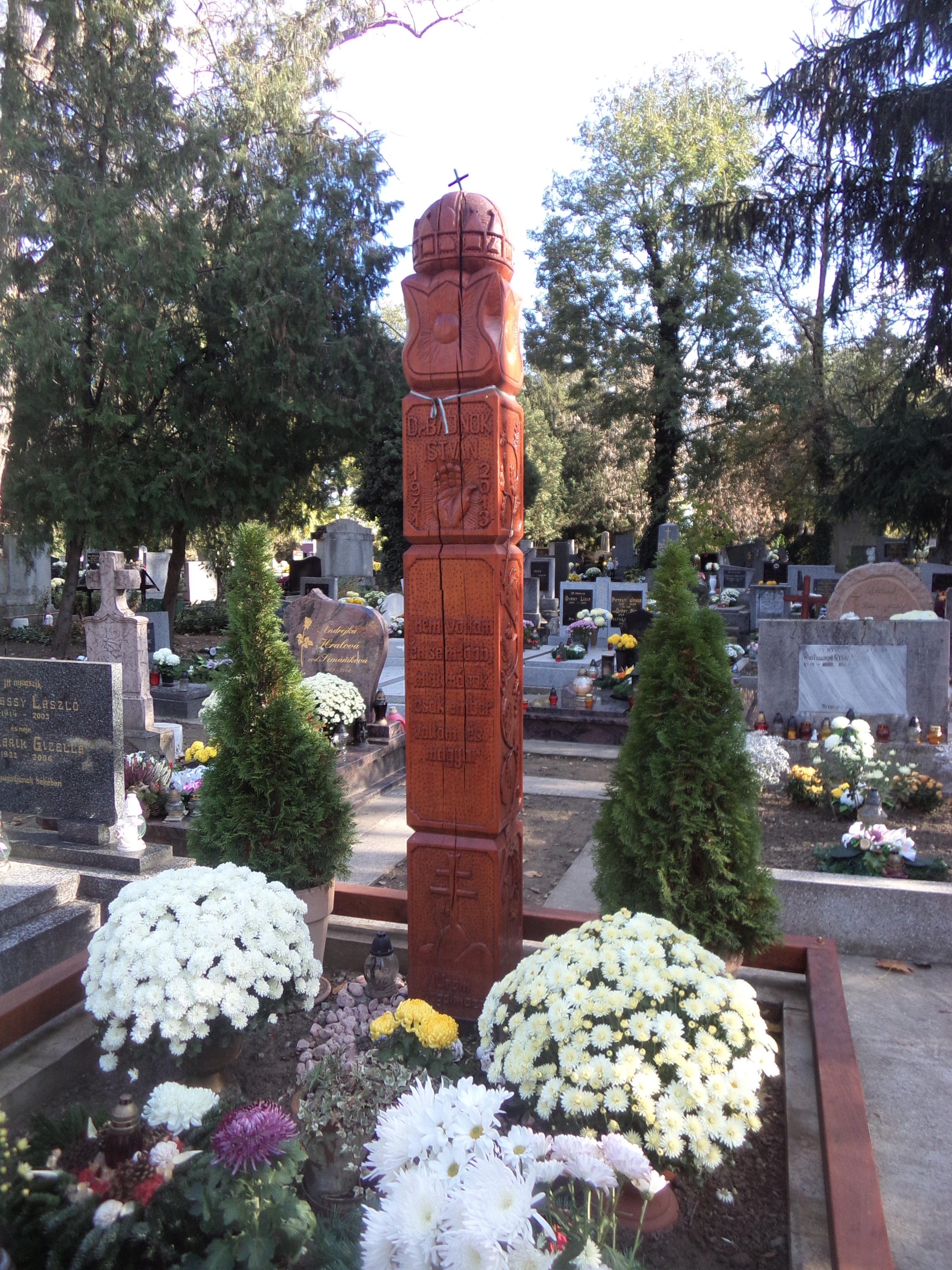
Sírhelye Komáromban

Bajnok István (Ipolyság, 1941. január 15. – Komárom, 2013. szeptember 20.) pszichiáter, népművelő, a Csemadok egykori országos alelnöke, parlamenti képviselő.

## Élete
Ipolyságon járt elemibe és gimnáziumba, majd 1965-ben orvosi diplomát szerzett a prágai Károly Egyetem Orvostudományi Karán. Prágában az Ady Endre Diákkör elnöke volt. 1965-1976 között Rimaszombatban dolgozott orvosként. Ott a Csemadok Fáklya Irodalmi Színpadának tagja, majd a Tompa Mihály Művelődési Klub egyik alapítója. 1976-tól Komáromban működött, ahol a Csemadok városi szervezetének művelődési klubját alapította és ennek elnöke lett. Később a városi szervezet elnökévé, majd a járási választmány elnökévé választották. 1991-től a Csemadok Országos Választmányának vezetője, majd a Csemadok országos alelnöke lett.
A rendszerváltás után a Csehszlovák Szövetségi Köztársaság parlamentjében az Együttélés Politikai Mozgalom képviselője volt. Az Együttélés tagjaként is hangsúlyozta a Csemadok fontosságát.
1990-től a Csehszlovákiai Magyar Tudományos Társaság tagja. Egyik alapítója volt a Concordia vegyes karnak.

## Elismerései
- 2001 Komárom Pro Urbe díj
- 2010 Csemadok életműdíj
- 2011 Magyar Köztársasági Arany Érdemkereszt
- 2016 Magyar Nemzet Lelkiismerete-díj[1]

## Művei
- Diagnózisok (2010)